# Prometna sigurnosna agencija
Prometna sigurnosna agencija (eng. Transportation Security Administration, TSA) djeluje u sklopu Ministarstva domovinske sigurnosti Sjedinjenih Američkih Država i provodi nadzor nad putnicima i prtljagom u zračnim lukama u SAD-u. Prvobitno je bila u sastavu Ministarstva prometa, ali je 9. ožujka 2003. prebačena u Ministarstvo domovinske sigurnosti.

## Vanjske poveznice
- Službena stranica (engl.)